# سنت پائول (آیووا)
سنت پائول (به انگلیسی: St. Paul) شهری در ایالت آیووا کشور ایالات متحده آمریکا است که جمعیت آن در سرشماری سال ۲۰۱۰ میلادی، ۱۲۹ نفر بوده‌است.